# Bahnhof Chūbu-Tenryū
Der Bahnhof Chūbu-Tenryū (jap. 中部天竜駅, Chūbu-Tenryū-eki) ist ein Bahnhof auf der japanischen Insel Honshū, betrieben von der Bahngesellschaft JR Central. Er befindet sich in der Präfektur Shizuoka auf dem Gebiet der Stadt Hamamatsu, genauer im ländlich geprägten Stadtbezirk Tenryū-ku. Von 1991 bis 2009 war der Bahnhof der Standort des Eisenbahnmuseums Sakuma Rail Park.

## Beschreibung
Chūbu-Tenryū ist ein Zwischenbahnhof an der von JR Central betriebenen Iida-Linie, die Toyohashi mit Iida und Tatsuno verbindet. Zweimal täglich verkehrt der Schnellzug Inaji (伊那路) von Toyohashi nach Iida und zurück, dabei hält er jeweils auch in Chūbu-Tenryū. Im Regionalverkehr werden in Richtung Toyohashi 13 Züge angeboten, in Richtung Iida zwölf Züge (vereinzelte werden bis nach Okaya an der Chūō-Hauptlinie durchgebunden). Vor dem Bahnhof hält eine von der Stadt Hamamatsu betriebene Buslinie.
Der Bahnhof steht im Stadtteil Sakumachō Hanba in einem engen Tal, wenige Meter vom rechten Ufer des Flusses Tenryū entfernt. Die Anlage ist von Süden nach Norden ausgerichtet und besitzt fünf Gleise, von denen zwei dem Personenverkehr dienen. Diese liegen an einem Mittelbahnsteig, der über einen Niveauübergang mit dem Empfangsgebäude an der Westseite verbunden ist. Unmittelbar südlich des Bahnhofs zweigte Mitte der 1960er Jahre ein Anschlussgleis ab, das zum gegenüberliegenden Flussufer führte und während des Baus der HGÜ-Anlage Sakuma dem Materialtransport diente; die Brücke über den Tenryū existiert noch heute.

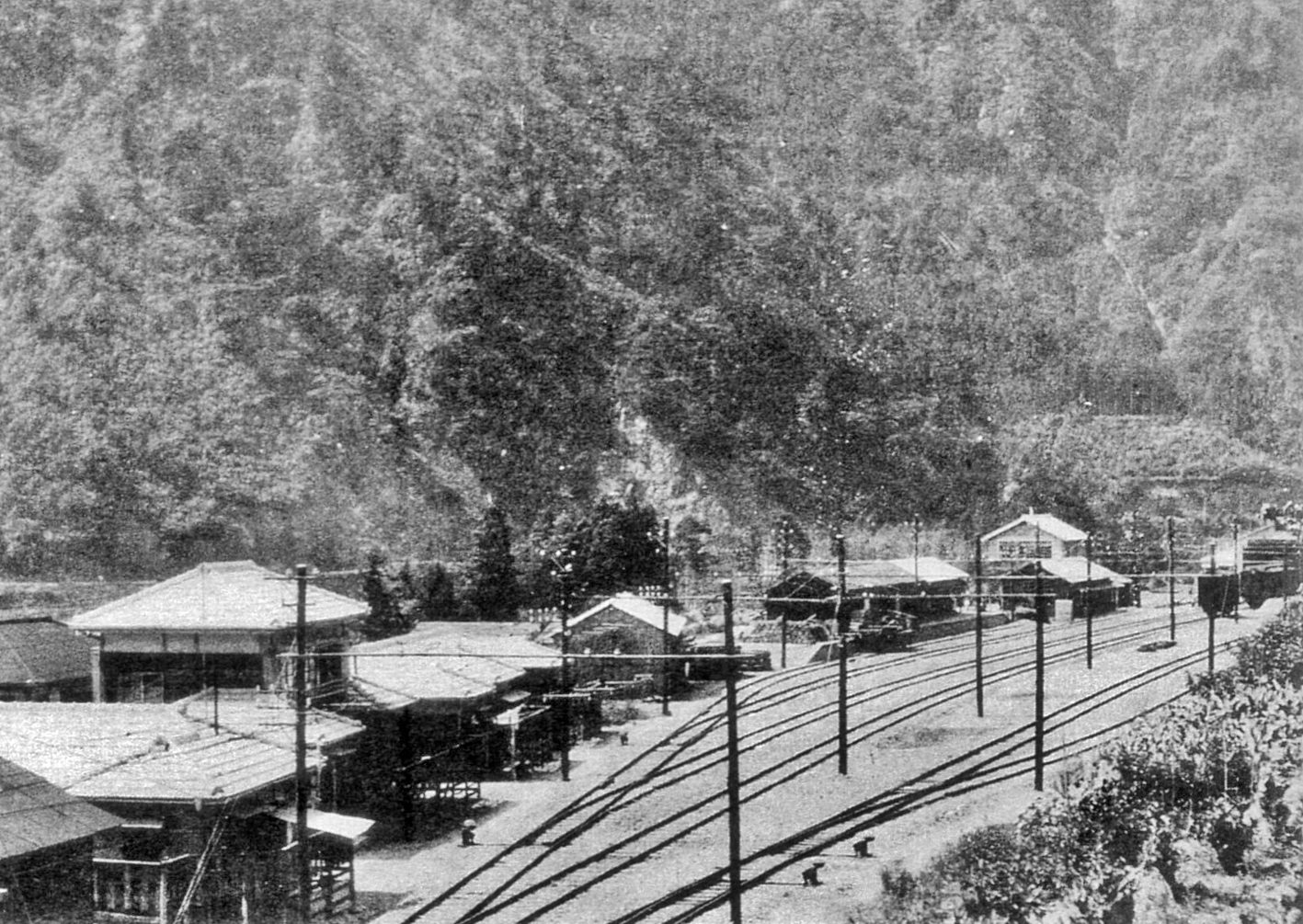
Die Gebäude aus der Zeit des Sanshin-Bahnhofs

## Geschichte
Die Bahngesellschaft Sanshin Tetsudō eröffnete am 11. November 1934 einen Streckenabschnitt, der von Tōei bis hierhin führte. Der Bahnhof trug zunächst den Namen Sakuma (佐久間) und war zwei Jahre lang Endstation. Am 24. Mai 1935 erhielt er den Namen Nakappe-Tenryū und am 10. November 1936 erfolgte die Verlängerung der Strecke nach Tenryū-Yamamuro. Seit dem 24. März 1942 trägt der Bahnhof seinen heutigen Namen, wobei die Kanji-Zeichen die gleichen blieben und sich nur die Lesung änderte. Die Bahnanlagen der Sanshin Tetsudō wurden am 1. August 1943 verstaatlicht und bildeten von nun an einen Teil der durchgehenden Iida-Linie. Für den Betrieb war das Eisenbahnministerium verantwortlich, ab 1949 die Japanische Staatsbahn.
In den 1950er Jahren plante die Staatsbahn den Bau der Sakuma-Linie, die in Chūbu-Tenryū abzweigen und nach Tenryū-Futamata führen sollte. Zwar begannen die Bauarbeiten im Jahr 1967, doch mussten sie 1980 wegen Geldmangels gestoppt werden; bis heute ist die Strecke unvollendet geblieben. Aus Kostengründen schränkte die Staatsbahn am 1. Oktober 1980 den Güterverkehr stark ein und gab ihn schließlich am 31. März 1982 ganz auf; am 1. Februar 1984 verschwand auch die Gepäckaufgabe. Im Rahmen der Staatsbahnprivatisierung ging der Bahnhof am 1. April 1987 in den Besitz der neuen Gesellschaft JR Central über.

## Sakuma Rail Park

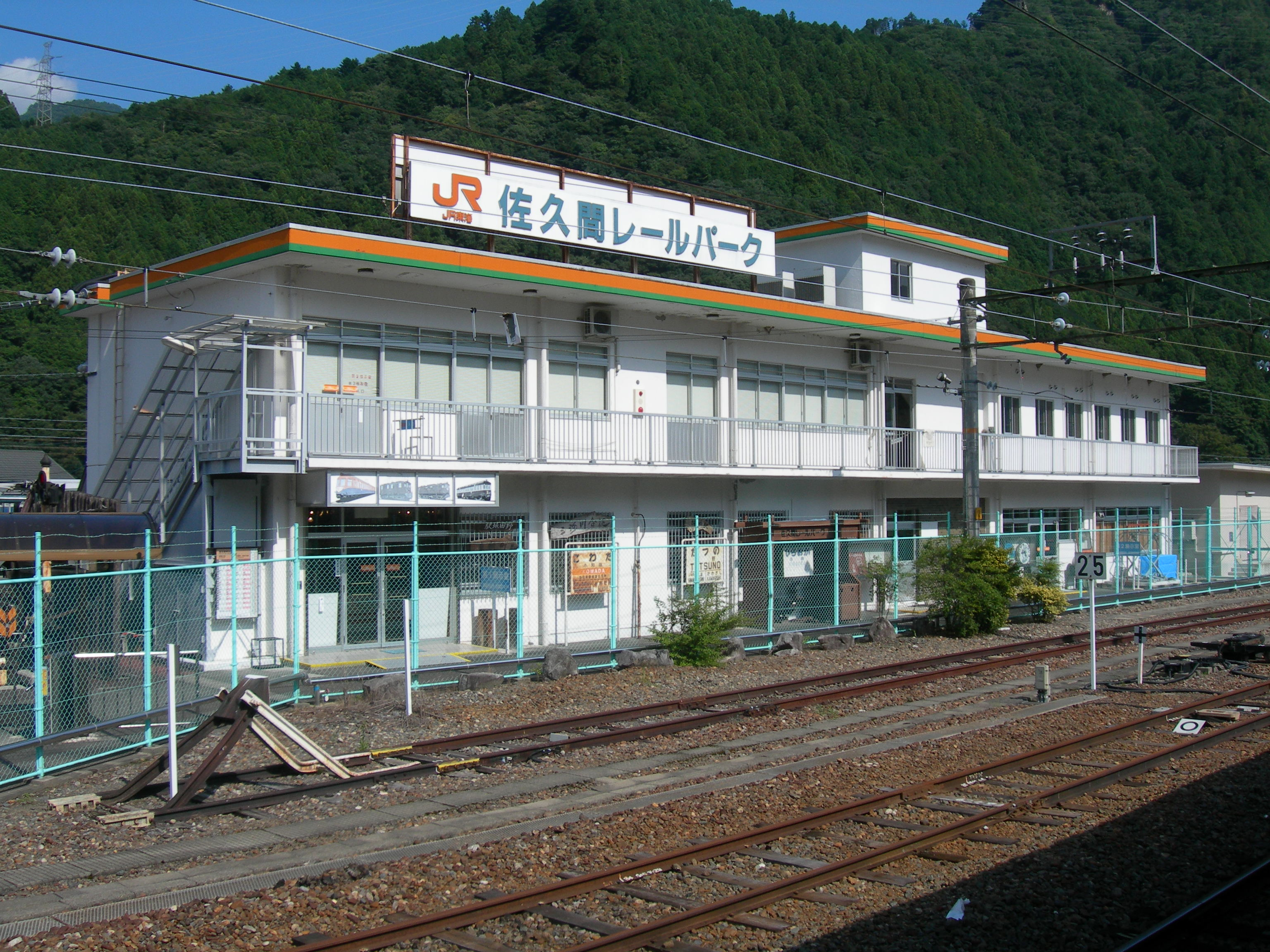
Ehemaliges Museumsgebäude

Unmittelbar nördlich des Bahnhofs erstreckt sich das Gelände eines ehemaligen Bahnbetriebswerks. Da JR Central die Anlage nicht mehr benötigte, richtete das Unternehmen dort ein kleines Freiluft-Eisenbahnmuseum ein. Der Sakuma Rail Park (佐久間レールパーク, Sakuma Rēru Pāku) öffnete seine Tore am 21. April 1991. Ausgestellt wurden mehr als ein Dutzend verschiedene Triebwagen, Lokomotiven, Personen- und Güterwagen der Staatsbahn sowie der von ihr übernommenen regionalen Vorgängergesellschaften. Hauptattraktion war ein Triebkopf der Shinkansen-Baureihe 0. Im daran angrenzenden Dienstgebäude befanden sich Modelleisenbahnanlagen und eine Ausstellung zur Geschichte der Iida-Linie. Nach der Schließung des Museums am 1. November 2009 wurde der überwiegende Teil der ausgestellten Fahrzeuge nach Nagoya gebracht, wo sie im 2011 eröffneten SCMaglev and Railway Park zu sehen sind.